# Atacama Large Millimeter Array
El Atacama Large Millimeter/submillimeter Array (ALMA), una asociación internacional entre Europa, Norteamérica y Asia del Este, en colaboración con la República de Chile, es el mayor proyecto astronómico del mundo. Se trata de un interferómetro revolucionario que comprende un conjunto de 66 antenas (antenas también llamadas: reflectores o radiotelescopios  cuando es de una única antena) de siete y doce metros de diámetro destinados a observar longitudes de onda milimétricas y submilimétricas.
El proyecto fue construido en el llano de Chajnantor, a 5058,7 metros de altitud, en el desierto de Atacama, en la zona norte de Chile. Con un coste de más de 1000 millones de euros es el mayor y más caro radiotelescopio terrestre construido en el mundo.
Se espera que ALMA permita vislumbrar la formación de las estrellas en los albores del universo y obtener imágenes extremadamente detalladas de estrellas y planetas en proceso de nacimiento. ALMA comenzó las observaciones astronómicas durante el segundo semestre de 2011 y las primeras imágenes se publicaron en la prensa el 3 de octubre de 2011. La inauguración del proyecto se llevó a cabo el 13 de marzo de 2013.

## Presentación

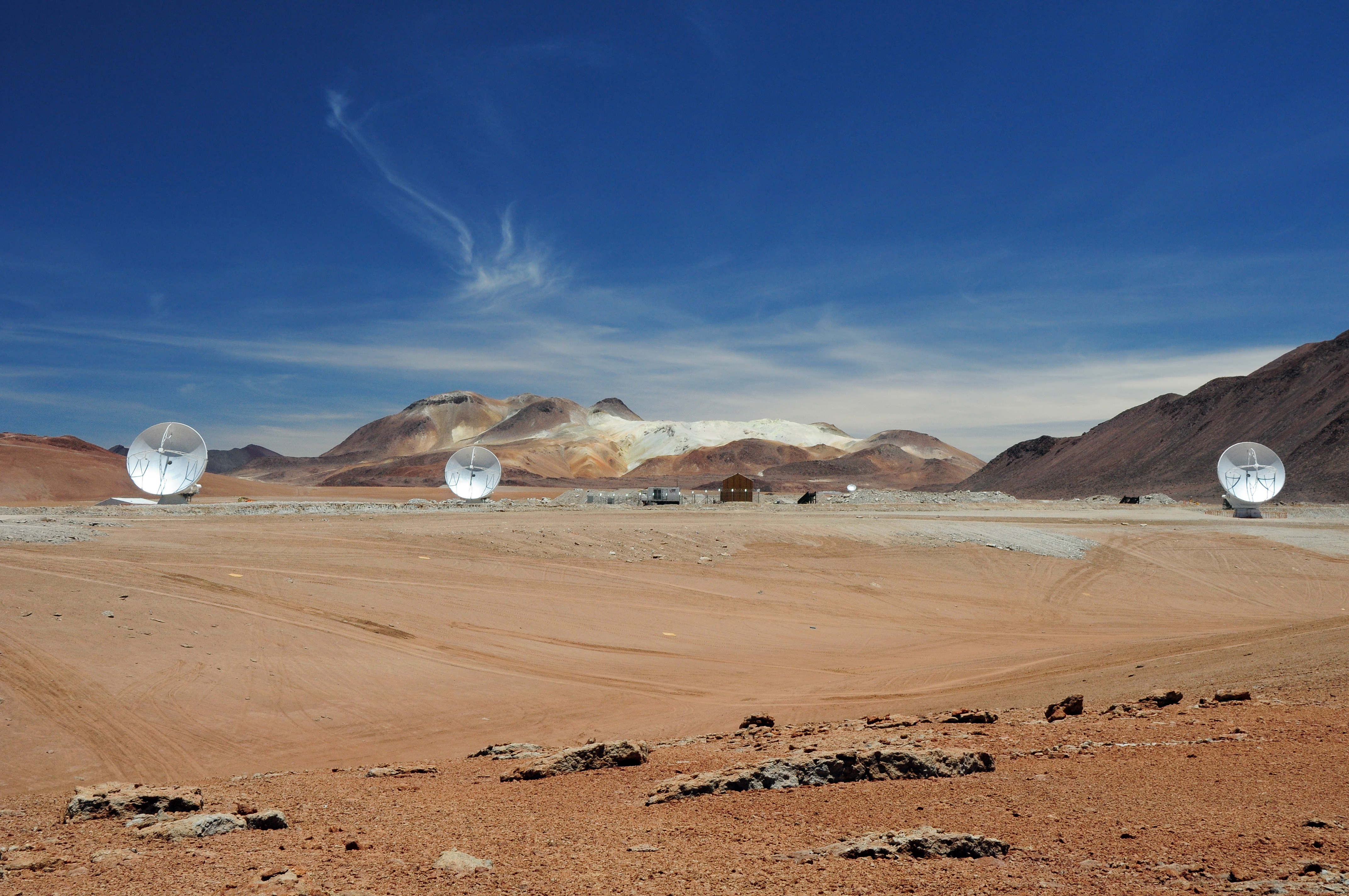
Tres antenas de ALMA unidas por primera vez por un sistema de interferometría.

ALMA forma un único radiotelescopio de diseño revolucionario, compuesto inicialmente de 66 antenas de gran precisión que operaran en longitudes de onda de 0,3 a 9,6 mm. El conjunto tiene una sensibilidad y una resolución muy superiores a las de los radiotelescopios submilimétricos existentes como el radiotelescopio de un solo reflector James Clerk Maxwell o las demás redes interferométricas como el Submillimeter Array o el observatorio Plateau de Bure de IRAM.
Las antenas pueden desplazarse en el desierto recorriendo distancias que van de 150 m a 16 km, lo que proporciona a ALMA un poderoso “zoom” variable, de funcionamiento similar al del VLA en Nuevo México, Estados Unidos.
La gran sensibilidad se debe principalmente a las 66 antenas  que tiene el conjunto.
Las antenas  son proporcionados por los socios europeos, norteamericanos y asiáticos de ALMA. Los socios norteamericanos y europeos ya encargaron 25 antenas de 12 metros de diámetro, las cuales componen el conjunto principal. Asia del Este proporcionó 16 antenas (4 de 12 metros de diámetro y 12 de 7 metros) que forman el Conjunto Compacto Atacama (ACA, en su sigla en inglés) y se incorporarán al proyecto ampliado de ALMA.
Al utilizar estas antenas más pequeñas del ACA, se pueden generar imágenes de zonas más amplias a ciertas frecuencias. El hecho de poder acercarlas más también permite generar imágenes de fuentes con mayor extensión angular. El ACA trabajará con el conjunto principal para incrementar la capacidad de este último para generar imágenes de amplias zonas.

### Historia

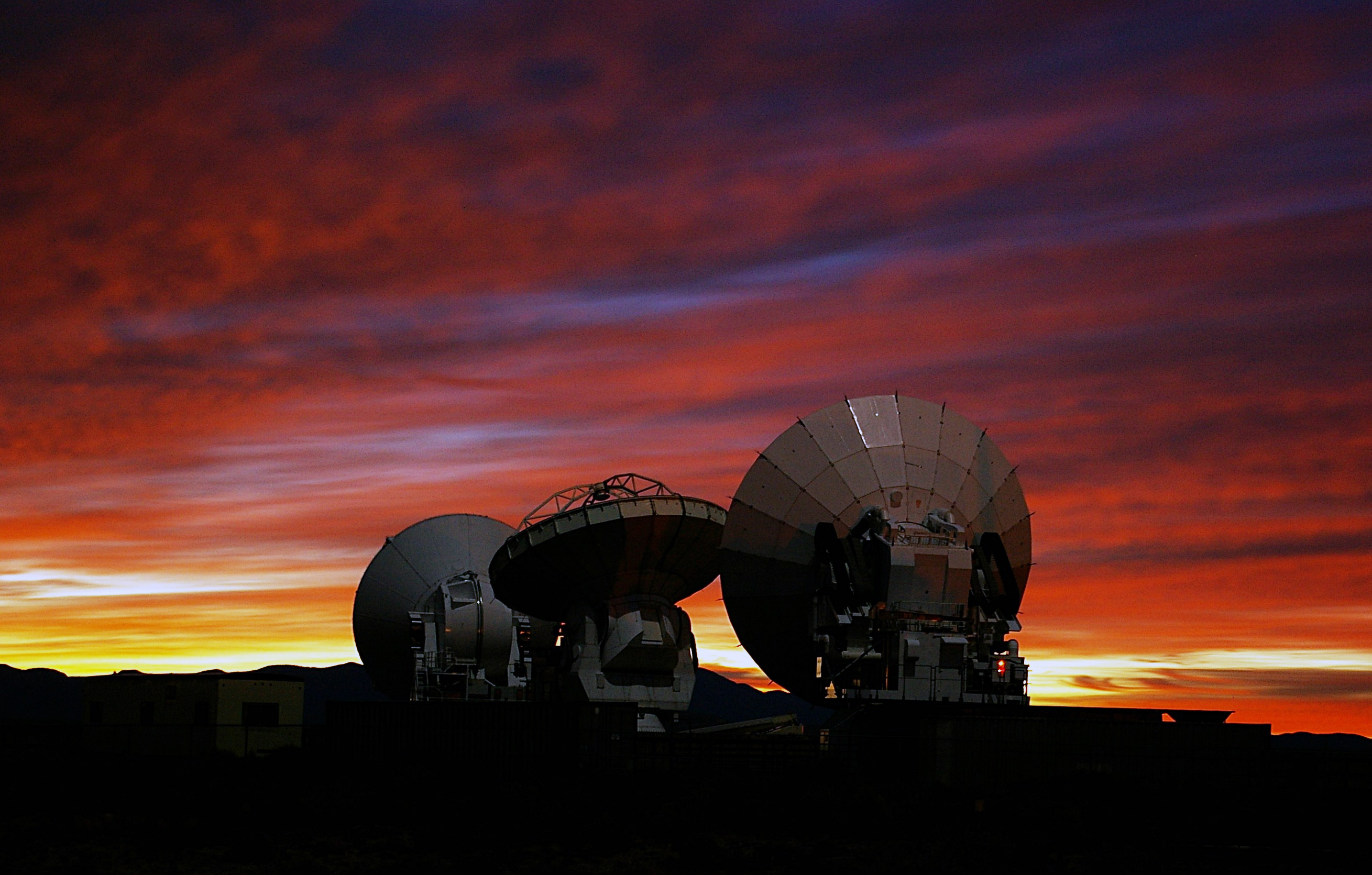
Prototipos de antenas de ALMA en la Instalación de Prueba de ALMA.

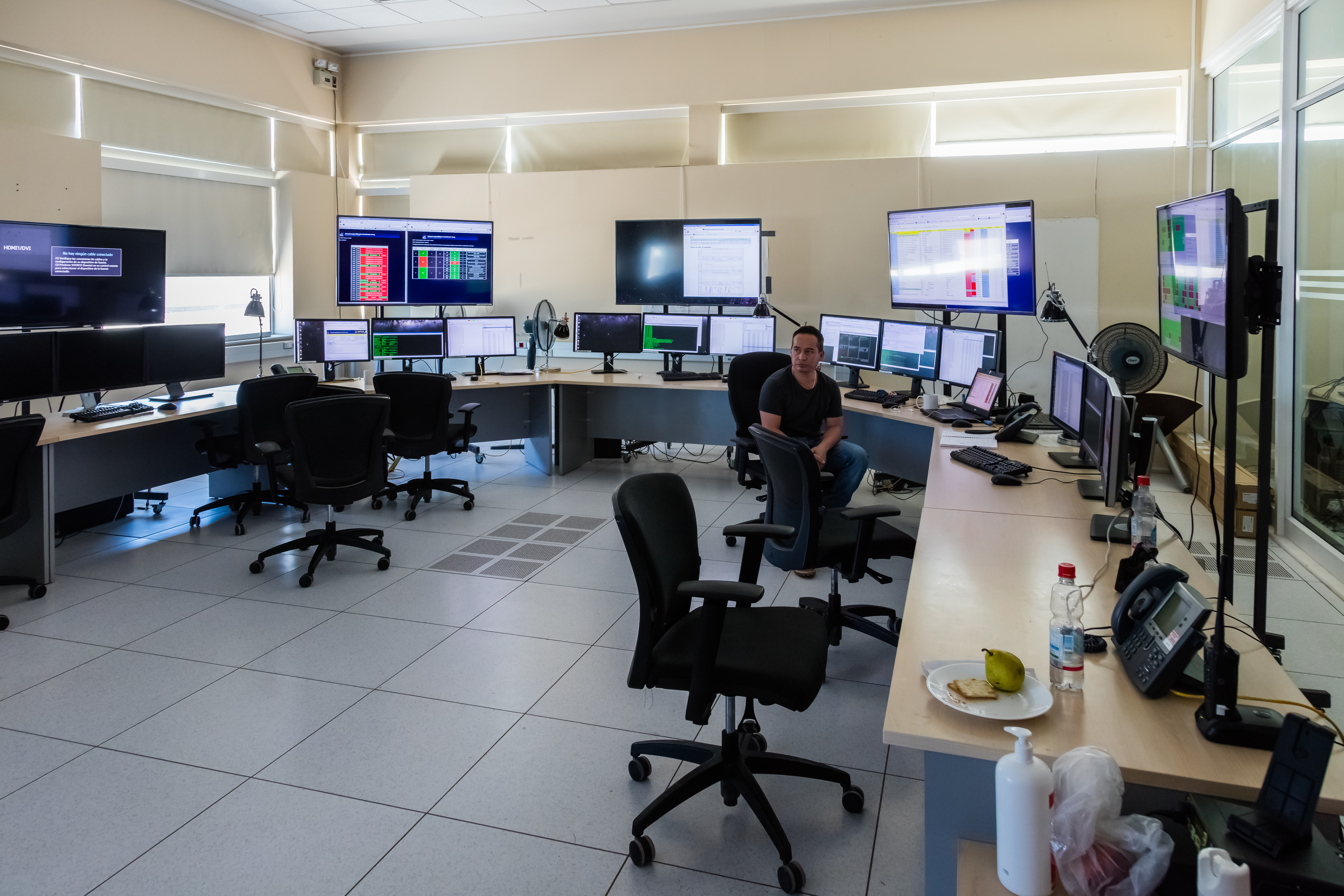
Centro de operaciones.

ALMA nació de una fusión de ideas a partir de tres proyectos astronómicos: el Millimeter Array (MMA, ‘Conjunto Milimétrico') de EE. UU., el Large Southern Array (LSA, 'Gran Conjunto del Sur’) de Europa y el Large Millimeter Array (LMA, ‘Gran Conjunto Milimétrico’) de Japón.
En 1997 se dio el gran paso cuando el Observatorio Europeo Austral (ESO, en su sigla en inglés) y el Observatorio Radio Astronómico Nacional (NRAO, en su sigla en inglés) acordaron dar inicio a un proyecto que combinara el MMA y el LSA en un único emprendimiento, que posteriormente se bautizaría como ALMA. El proyecto combinaba la sensibilidad del LSA con la cobertura de frecuencia y la altitud superior del MMA. ESO y NRAO trabajaron juntos en grupos técnicos, científicos y de gestión para definir y organizar un proyecto conjunto, sumando la participación de Canadá y España (que no formaba parte de ESO en la época).
A esta decisión siguió una serie de resoluciones y acuerdos, incluida la elección, en marzo de 1999, de "Atacama Large Millimeter Array" (ALMA), como nombre del proyecto. Estos esfuerzos culminaron en la firma del acuerdo que instituyó ALMA el 25 de febrero de 2003 entre partes norteamericanas y europeas. Tras varios años de negociación, el Proyecto ALMA recibió una propuesta del Observatorio Astronómico Nacional de Japón (NAOJ, en su sigla en inglés) para proporcionar el Conjunto Compacto Atacama (ACA, en su sigla en inglés)  y tres receptores de banda adicionales para el conjunto principal, ampliando así el Proyecto ALMA. Las negociaciones entre ALMA y NAOJ se tradujeron en la firma de un acuerdo de alto nivel el 14 de septiembre de 2004 que marcó la entrada oficial de Japón al Proyecto ALMA ampliado, llamado desde entonces Atacama Large Millimeter/submillimeter Array.
Durante las primeras etapas de planificación de ALMA, se decidió encargar la construcción de las antenas a distintas empresas de renombre en Norteamérica, Europa y Japón en vez de limitarse a un solo diseño, debido principalmente a razones políticas. Aunque los proveedores han utilizado métodos muy distintos, cada uno de los diseños presentados parece cumplir con los estrictos requisitos de ALMA.
En 2016 se complementó el proyecto con receptores de banda 5, que permiten mejorar la capacidad de observación de ondas de radio con longitudes de onda de 1,4 a 1,8 milímetros, potenciando la capacidad de observar agua.

## Financiamiento
En un principio ALMA fue una colaboración en partes iguales entre el Observatorio Europeo Austral (ESO, por su sigla en inglés) y socios norteamericanos. El conjunto fue ampliado con la ayuda de socios japoneses, taiwaneses, españoles y chilenos. ALMA es el proyecto astronómico terrestre más grande y costoso actualmente en construcción (evaluado en USD1300 millones).

### Socios
- Observatorio Europeo Austral y European Regional Support Center (Centro Europeo de Apoyo Regional).
- Fundación Nacional de Ciencias de Estados Unidos a través del Observatorio Radio Astronómico Nacional (NRAO) y el North American ALMA Science Center (NAASC, Centro Científico ALMA Norteamericano).
- Consejo Nacional de Investigación de Canadá (NRCC, por su sigla en inglés).
- Observatorio Astronómico Nacional de Japón (NAOJ), en el marco de National Institutes of Natural Sciences (NINS, Institutos Nacionales de Ciencias Naturales).
- ALMA-Taiwán, del Instituto de Astronomía y Astrofísica de la Academia Sinica (ASIAA, por su sigla en inglés).
- República de Chile.

## Ensamblaje

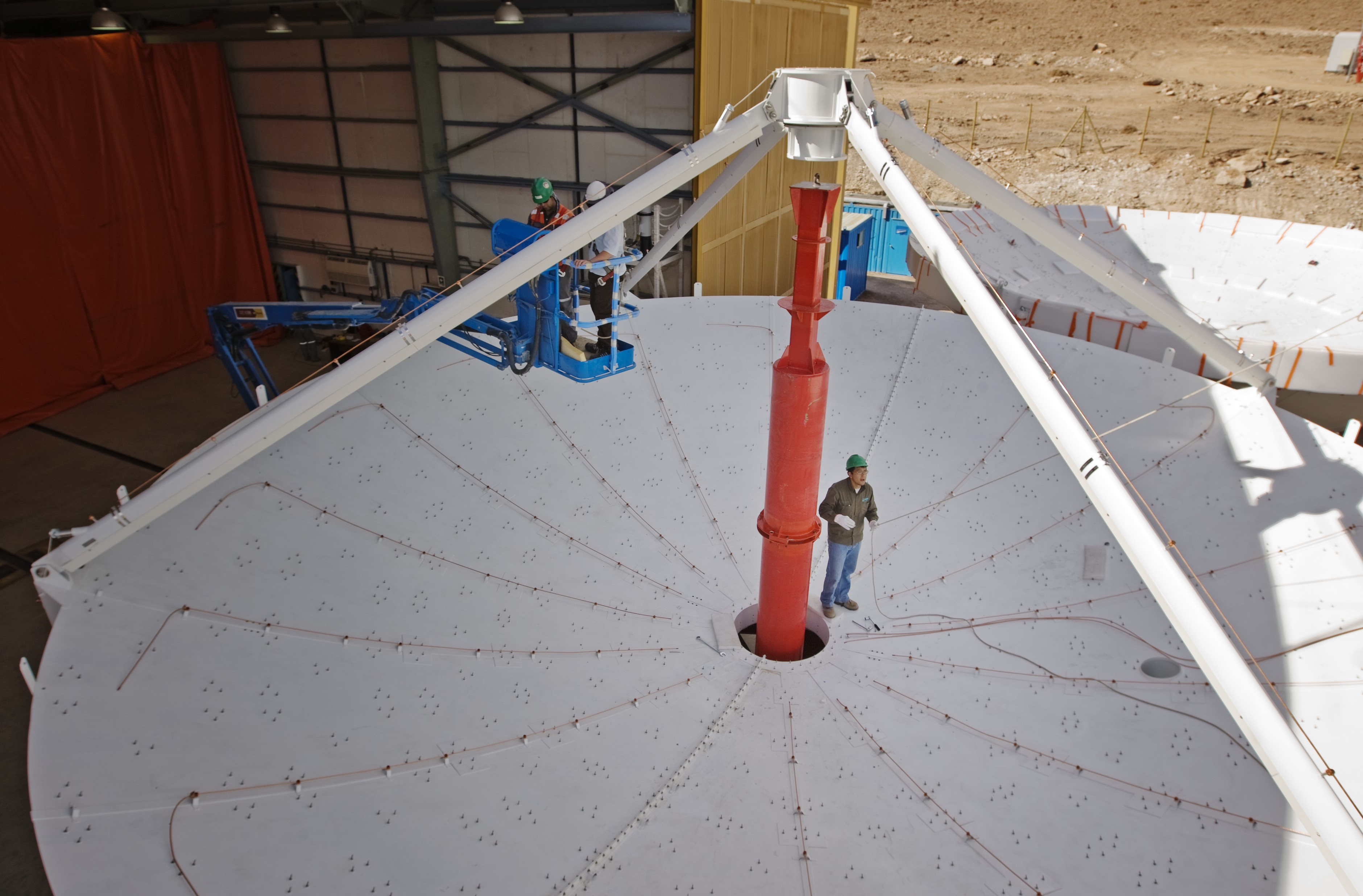
Una de las antenas en construcción.

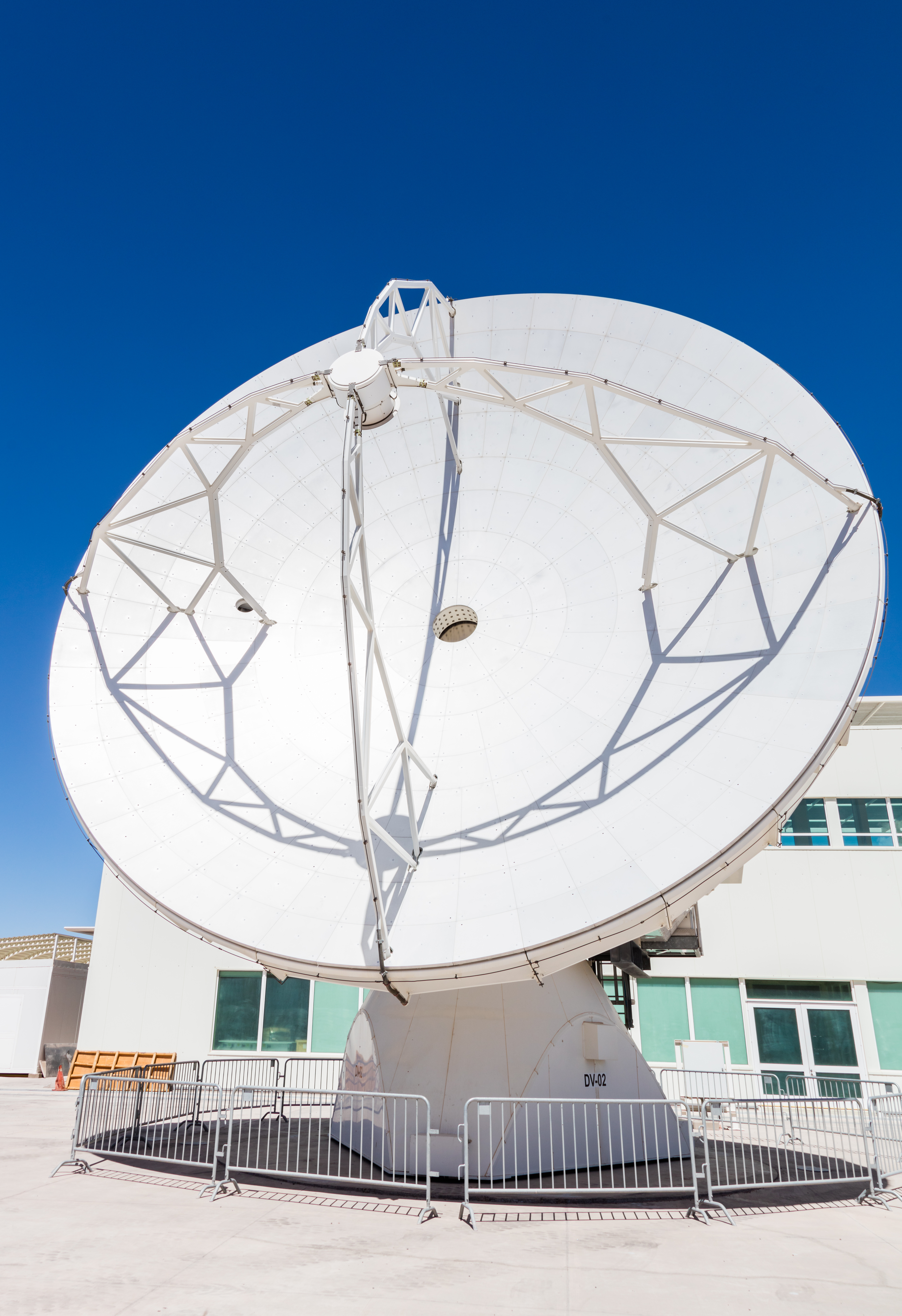
Antena finalizada.

El complejo será construido principalmente por empresas y universidades europeas, estadounidenses, japonesas y canadienses. En las instalaciones del VLA en Nuevo México se han realizado pruebas con tres prototipos de antena desde 2002.
General Dynamics C4 Systems fue contratada por Associated Universities, Inc. para proporcionar 25 antenas de 12 m, mientras que al fabricante europeo Thales Alenia Space se encargó de la construcción de las otras 25 antenas del conjunto principal (esto dio origen al contrato industrial más cuantioso que se haya firmado en Europa). La primera antena fue entregada en 2008, y el resto se despachó a razón de una antena por mes hasta 2011.

### Traslado de las antenas al lugar del proyecto

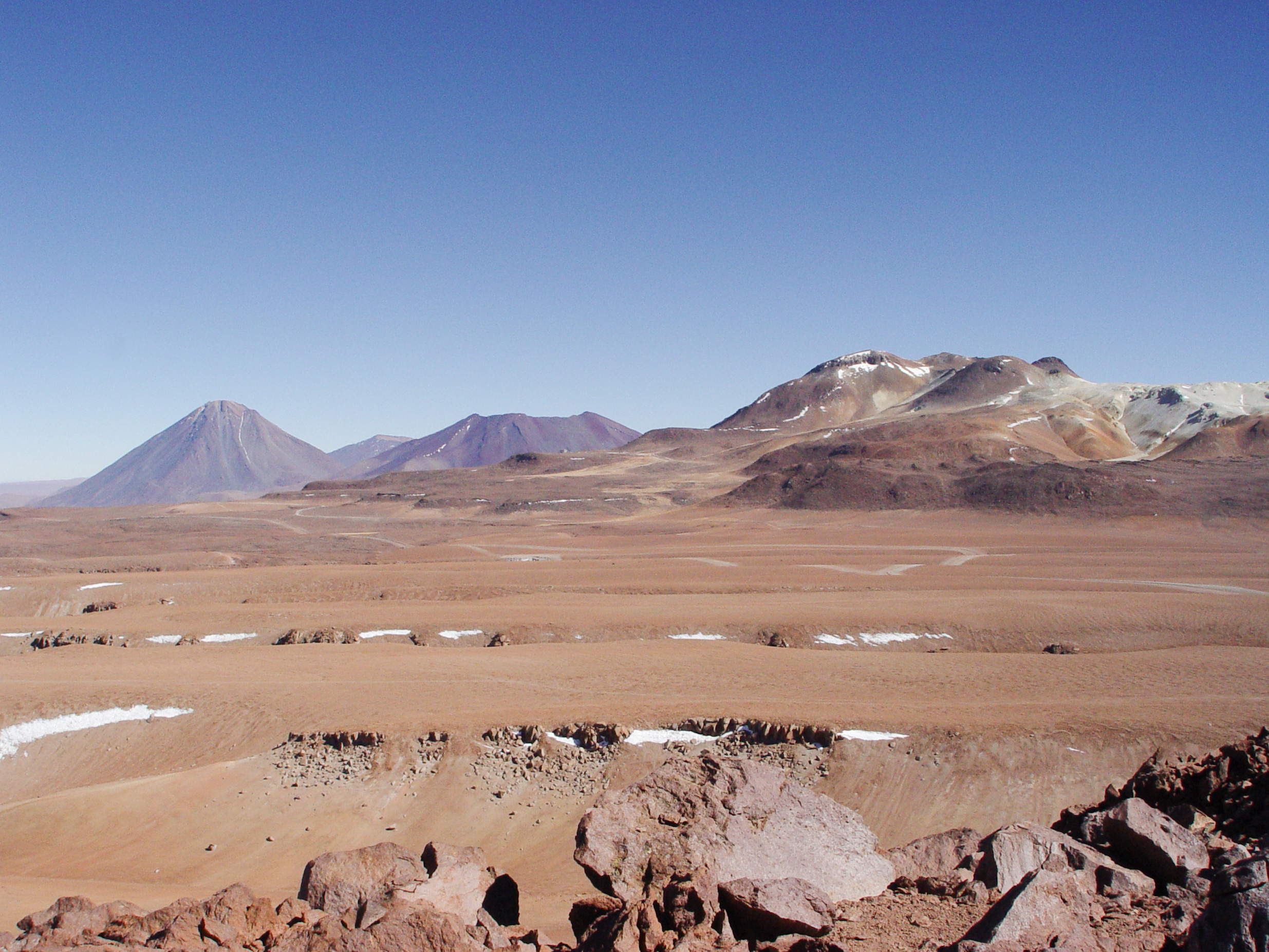
Vista del llano de Chajnantor donde se aprecia, en el centro, el lugar donde se construye ALMA.

El traslado de antenas de 115 toneladas desde el Centro de Apoyo a las Operaciones (OSF, por su sigla en inglés), situado a 2900 m de altitud, hasta el emplazamiento del proyecto, a 5058,7 m, es una tarea sumamente delicada. Para ello, se optó por utilizar dos camiones autocargadores de 28 llantas hechos a medida por Scheuerle Fahrzeugfabrik en Alemania. Cada uno tiene 10 m de ancho, 20 m de largo y 6 m de altura, pesa 130 t, y está equipado con motores a diésel de 500 kW.
Los camiones cuentan con un asiento de conductor dotado de un tanque de oxígeno para ayudar a respirar a gran altitud y son capaces de recoger las antenas y colocarlas con gran precisión en los lugares previstos. El primer camión quedó listo y superó las pruebas en julio de 2007. Ambos fueron entregados al Centro de Operaciones en Chile el 15 de febrero de 2008.
El 7 de julio de 2008, uno de los camiones transportó por primera vez una antena, que trasladó desde el interior de una de las Instalación de Montaje (SEF, por su sigla en inglés) hasta una plataforma al aire libre para realizar pruebas (mediciones holográficas de superficie). Se trataba de una antena de diseño estadounidense VertexRSI.
Durante el otoño de 2009 se trasladaron las primeras tres antenas, una por una, hasta el Sitio de Operaciones del Conjunto (AOS, por su sigla en inglés). A fines de 2009, un equipo de astrónomos e ingenieros de ALMA combinó con éxito las señales de tres antenas en el sitio de observación del proyecto, a 5000 m de altitud, concluyendo así la primera etapa de ensamblaje e integración del incipiente conjunto. Al combinar por primera vez las señales de tres antenas, el equipo de ALMA pudo corregir errores que surgen cuando se utilizan apenas dos antenas, lo que allanó el camino para la generación de imágenes precisas y de alta resolución. Tras alcanzarse este hito, se dio inicio a la puesta en marcha del observatorio el 22 de enero de 2010.

## Galería

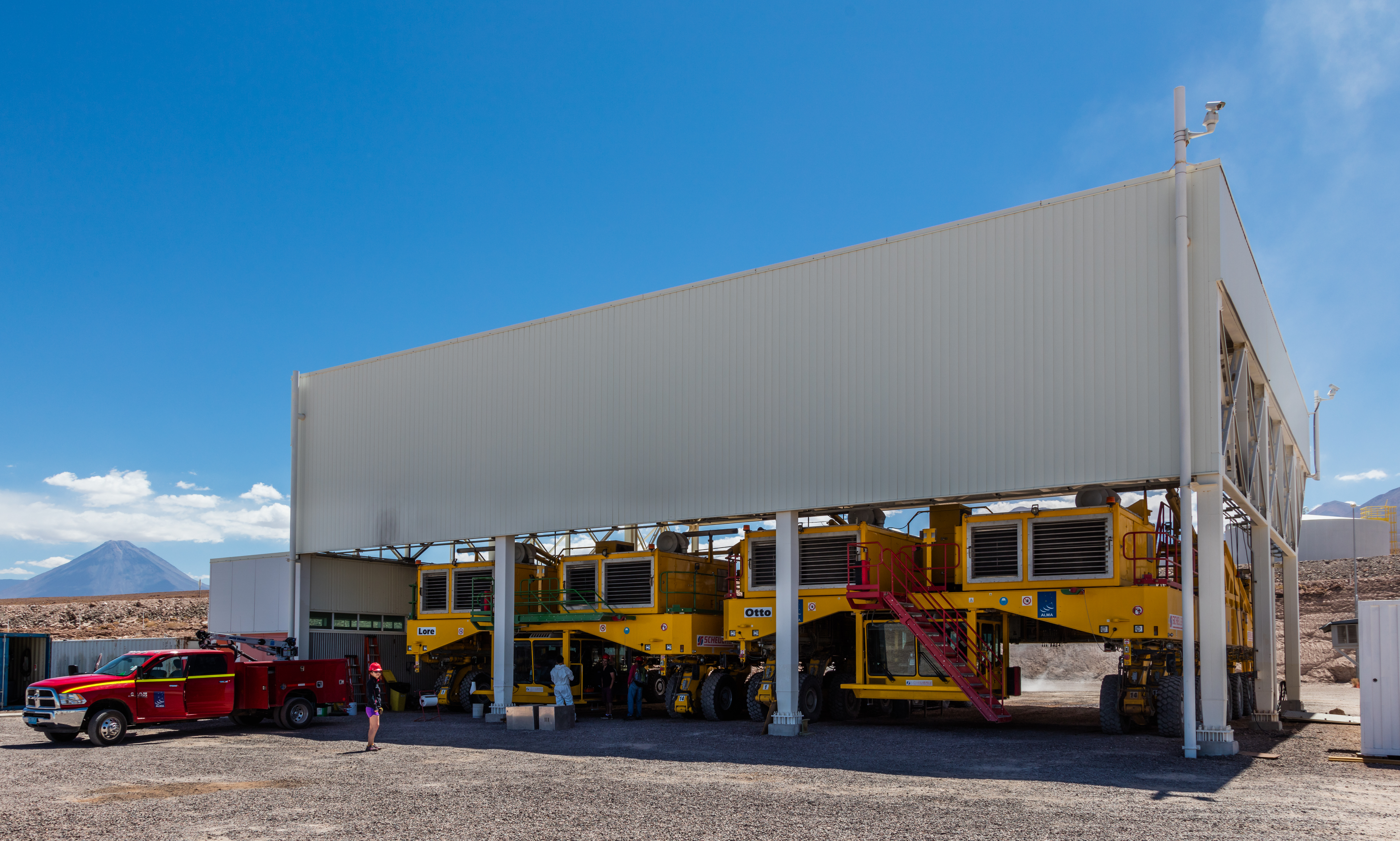
Garaje de los transportadores.
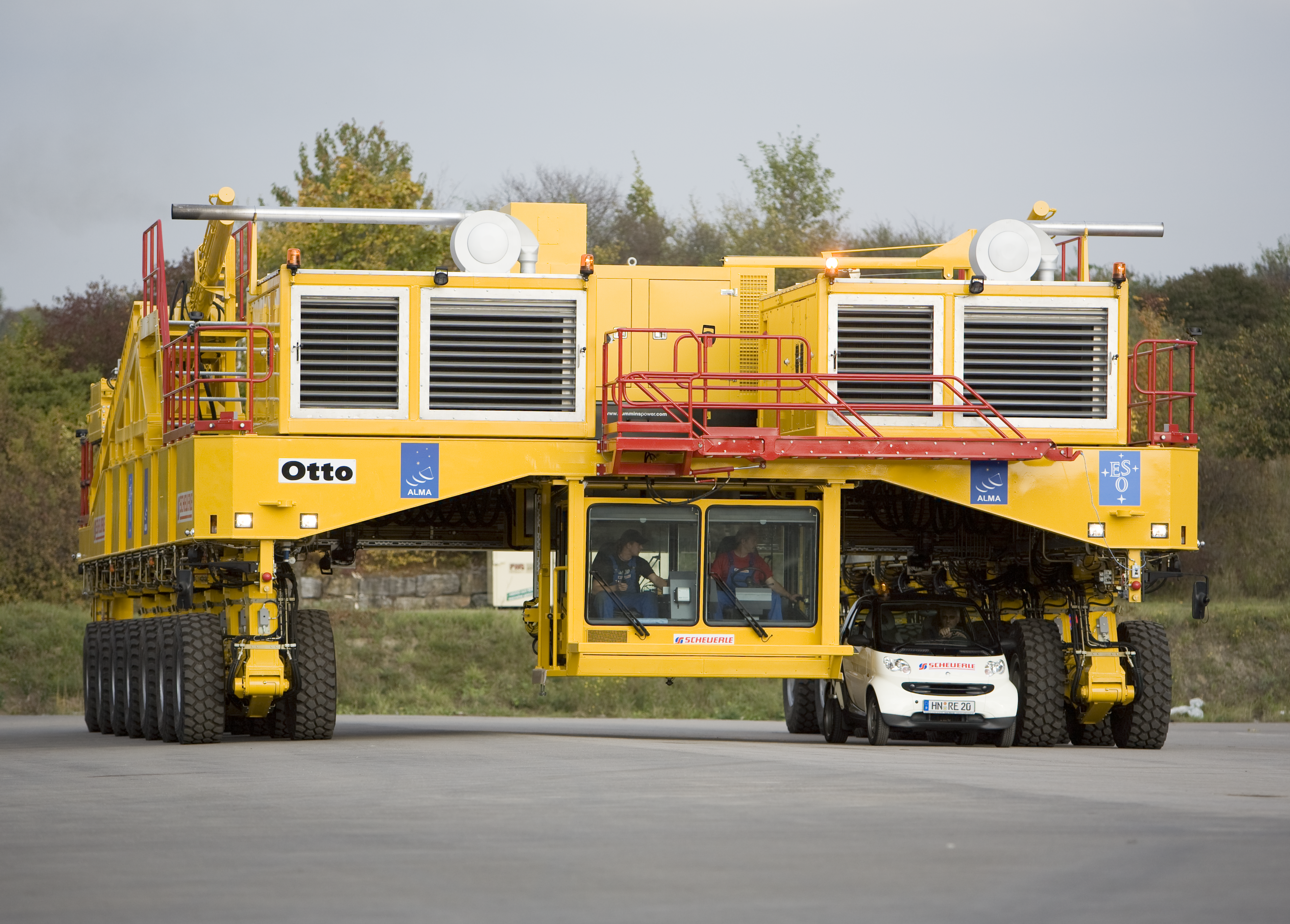
El camión transportador de 130 t "Otto" durante su ceremonia de bautizo.
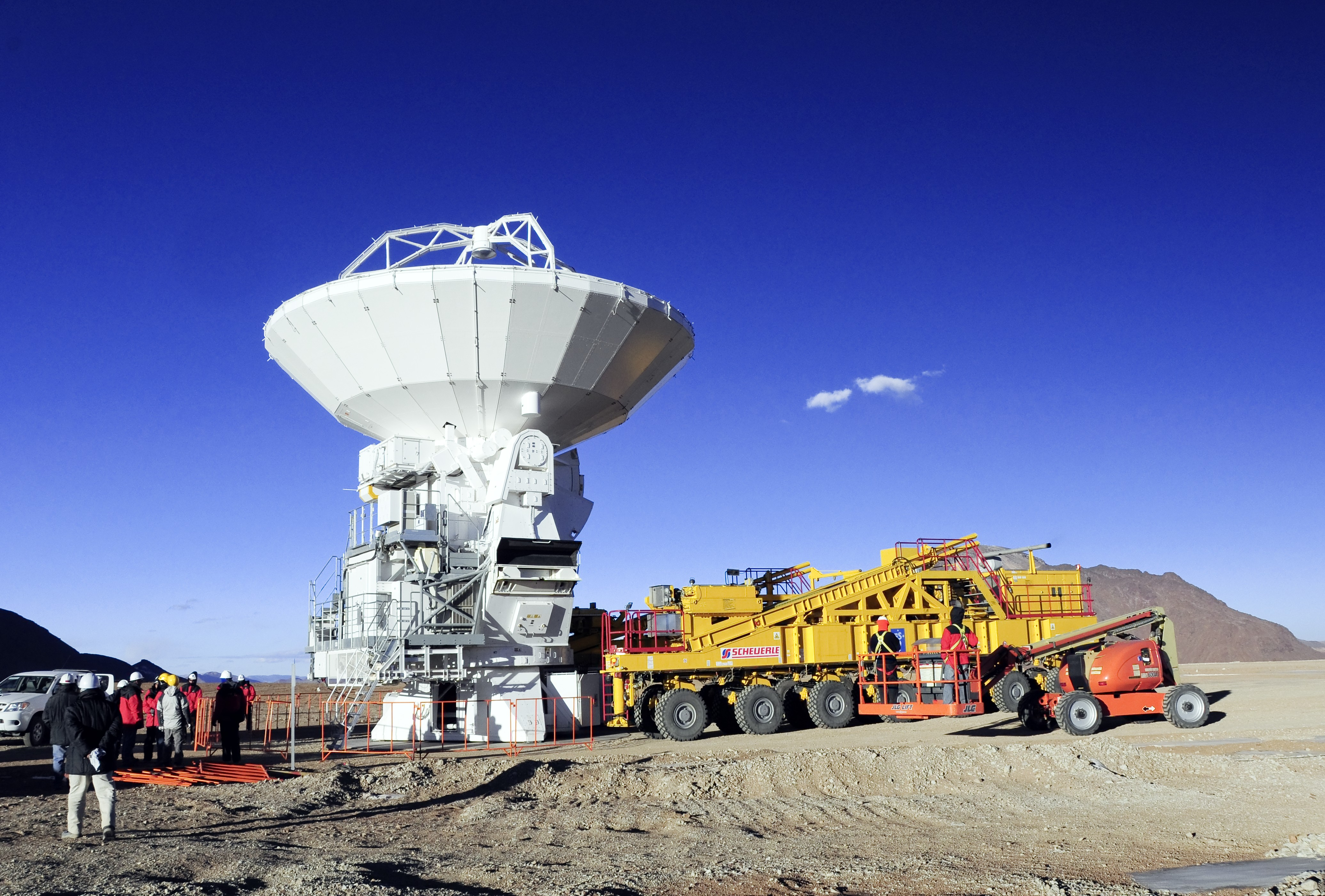
Una antena ALMA en camino desde el centro de operaciones a Chajnantor por primera vez.
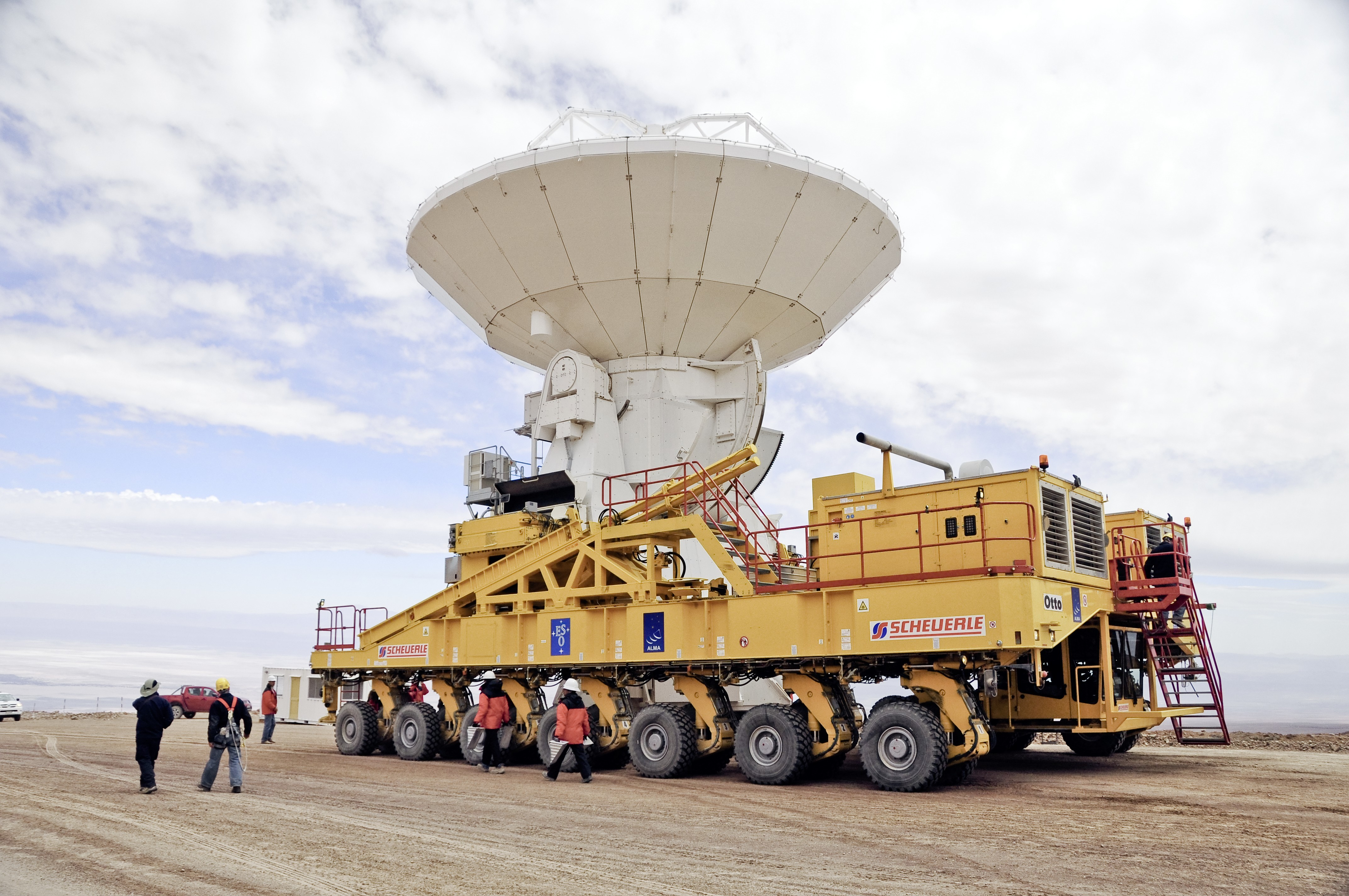
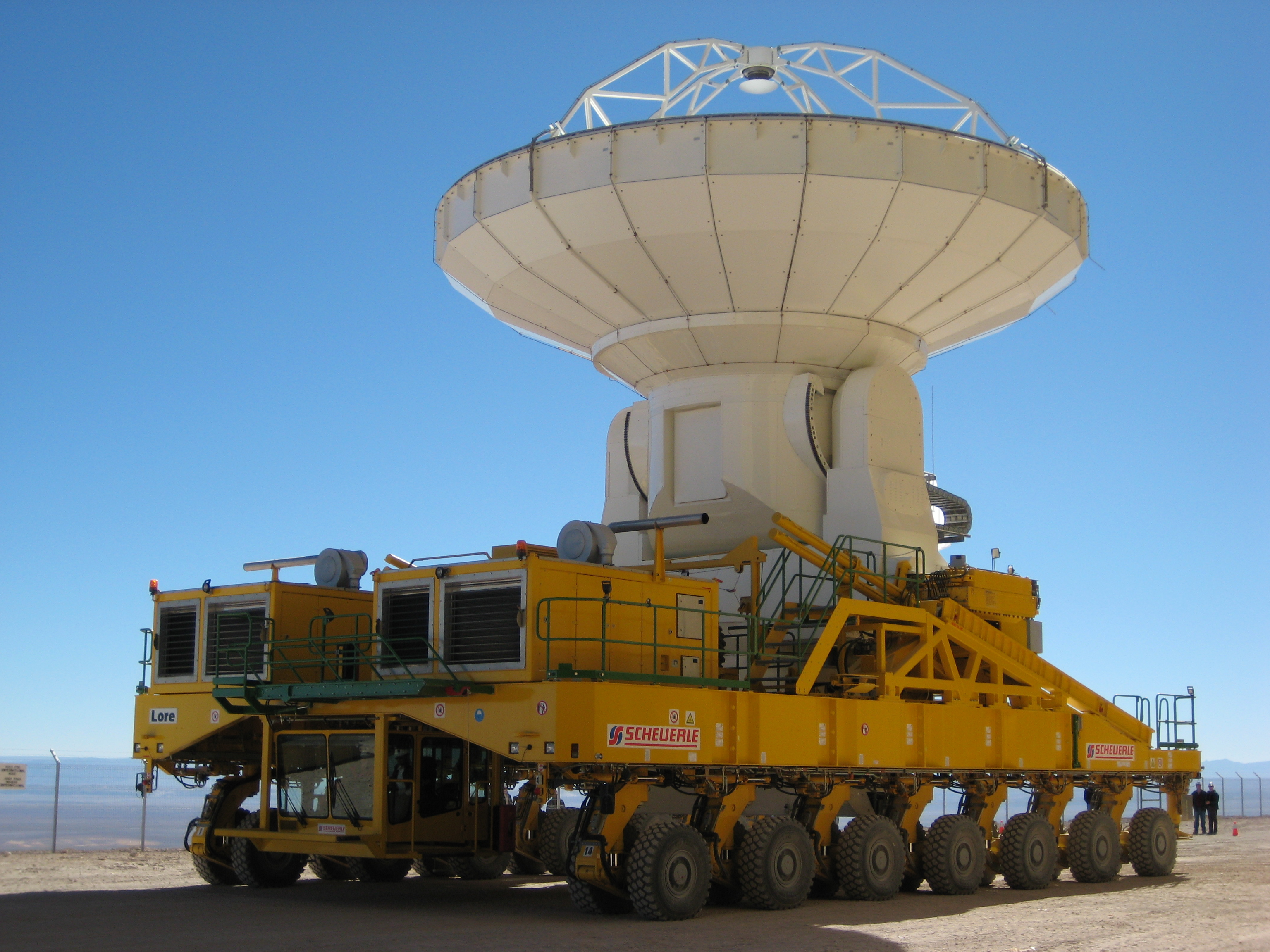
Telescopio siendo transportado en el recinto de las Instalación de Montaje (SEF).
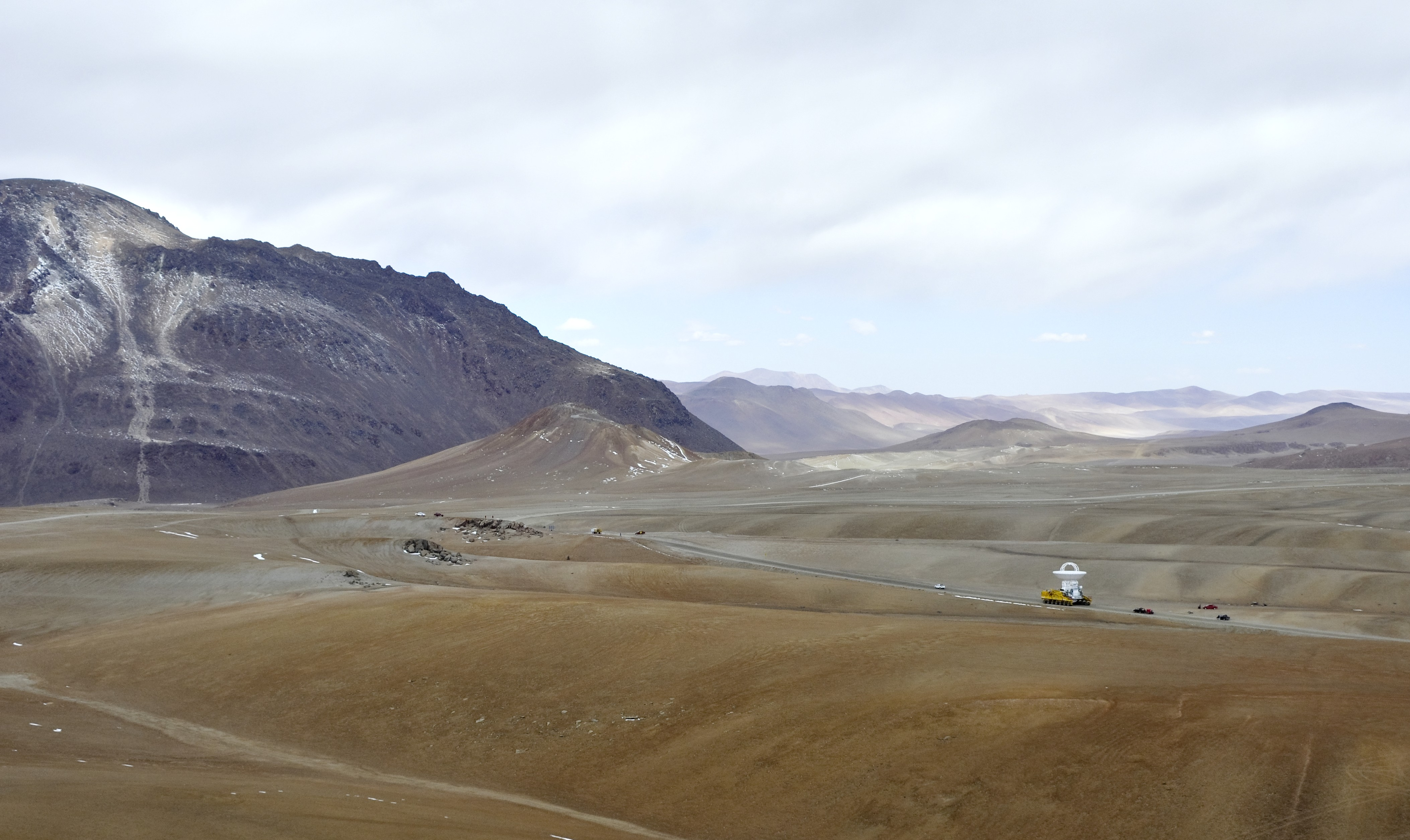
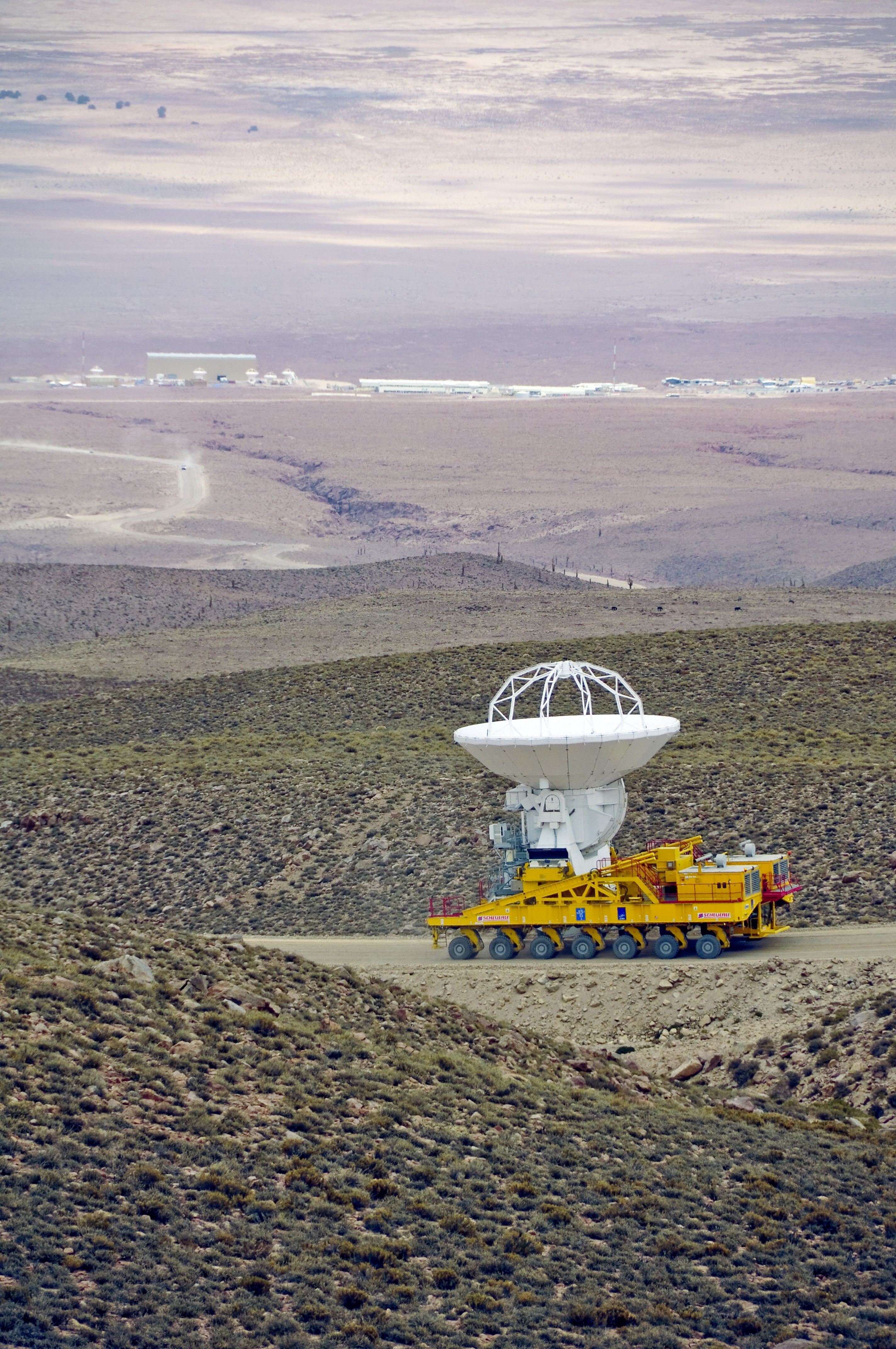
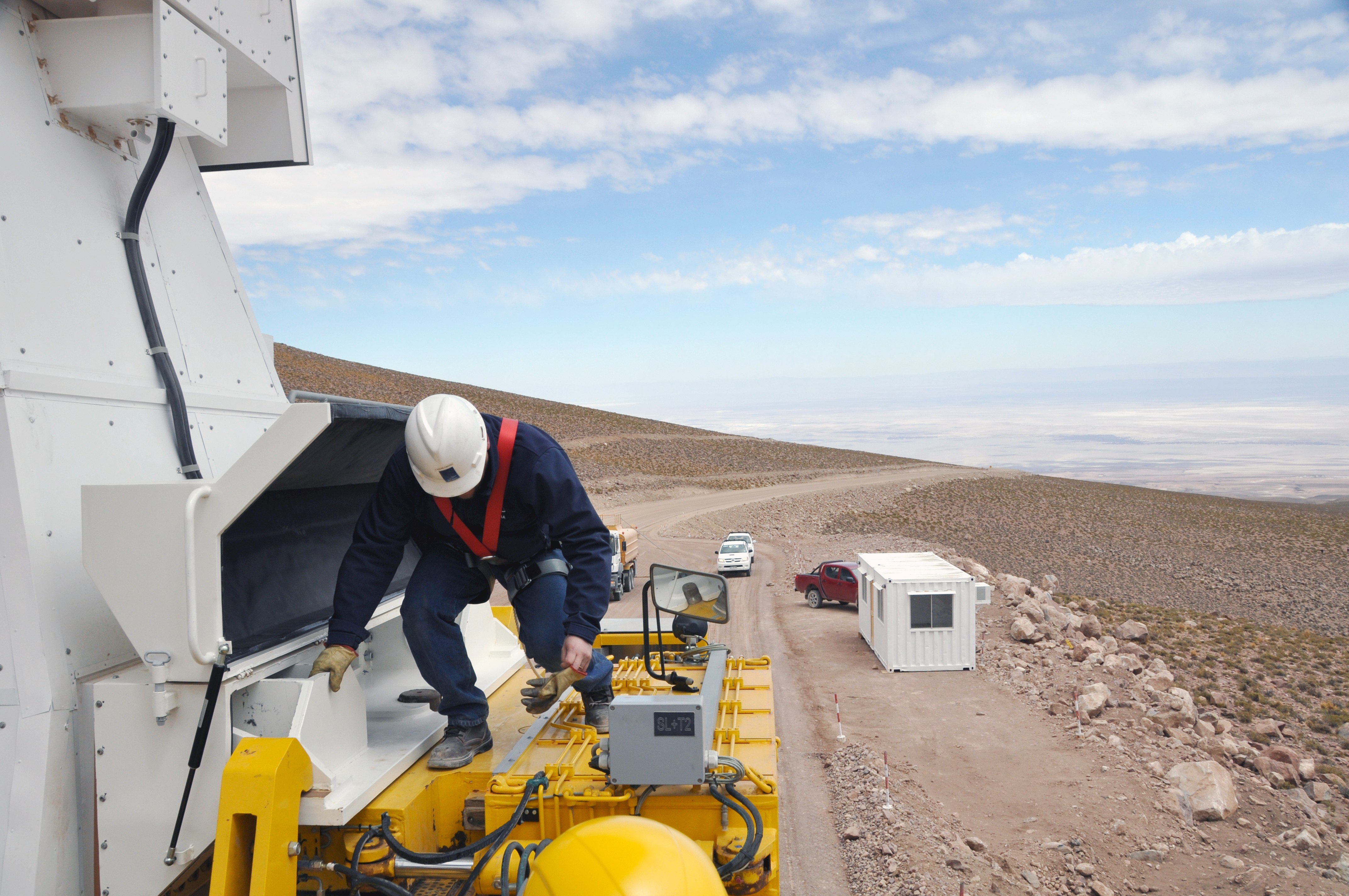
Un trabajador inspecciona un camión transportador.
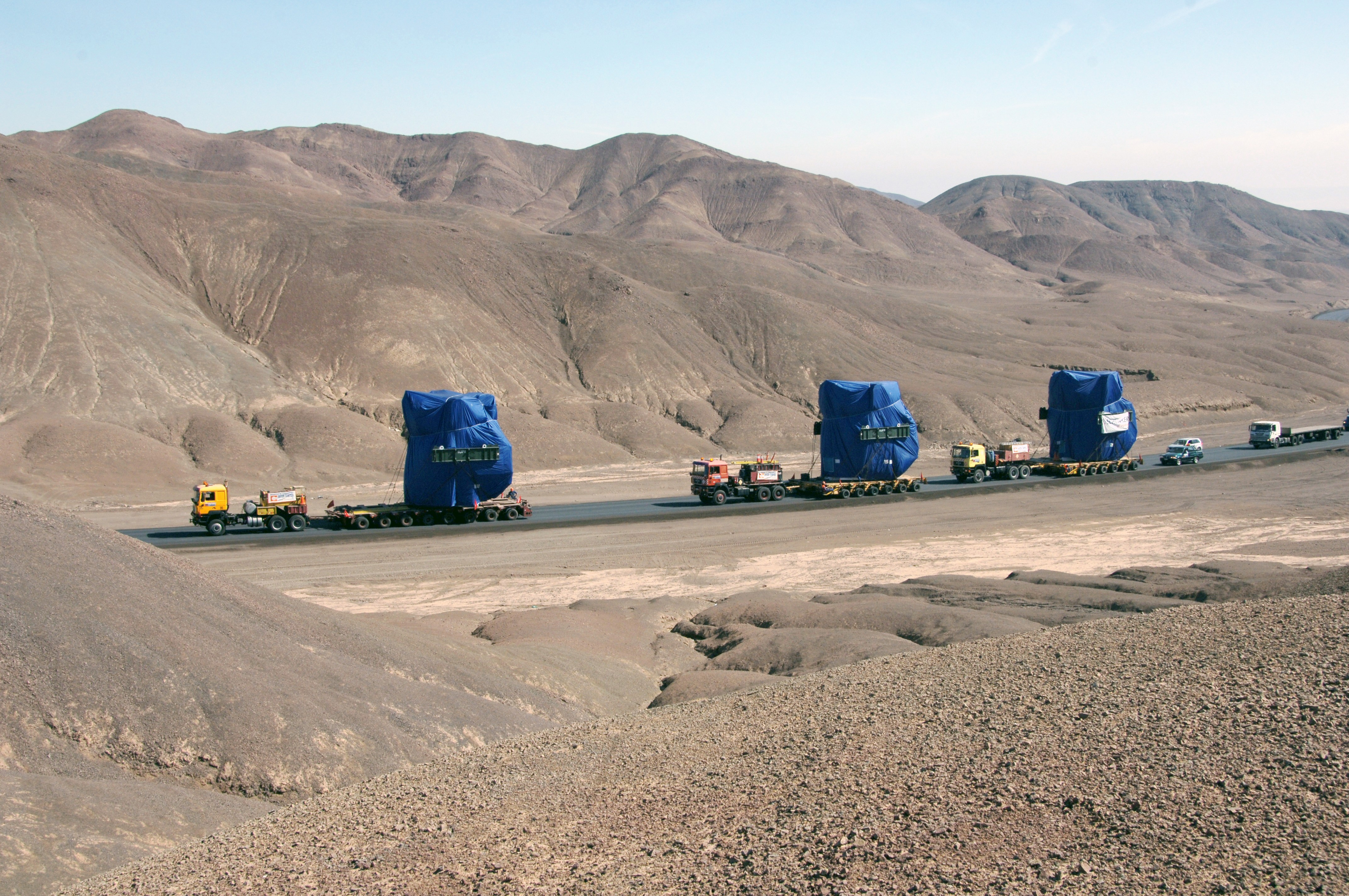
Llegada de las tres primeras antenas japonesas.
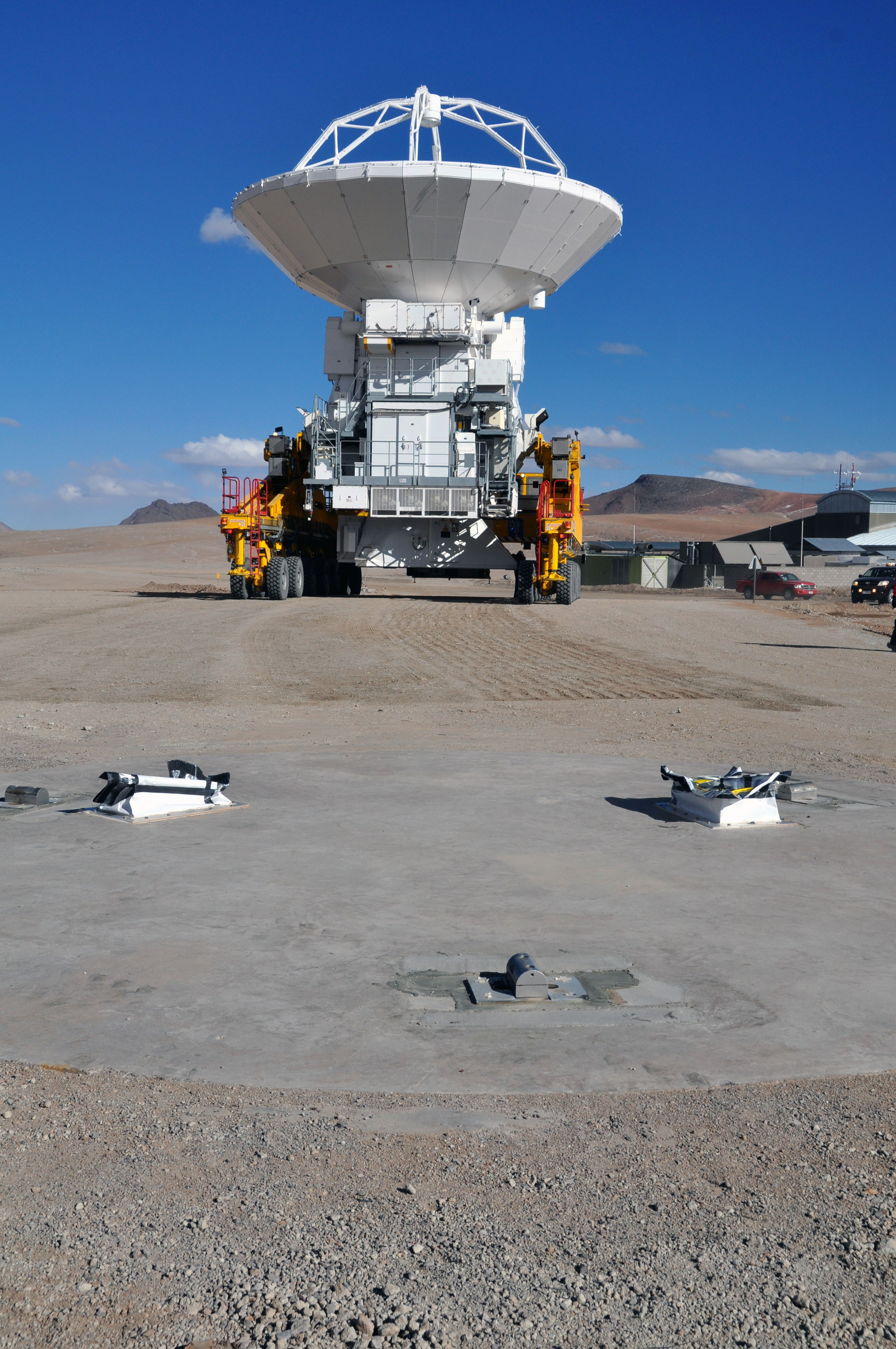
Ubicando una antena a 5000m de altitud.
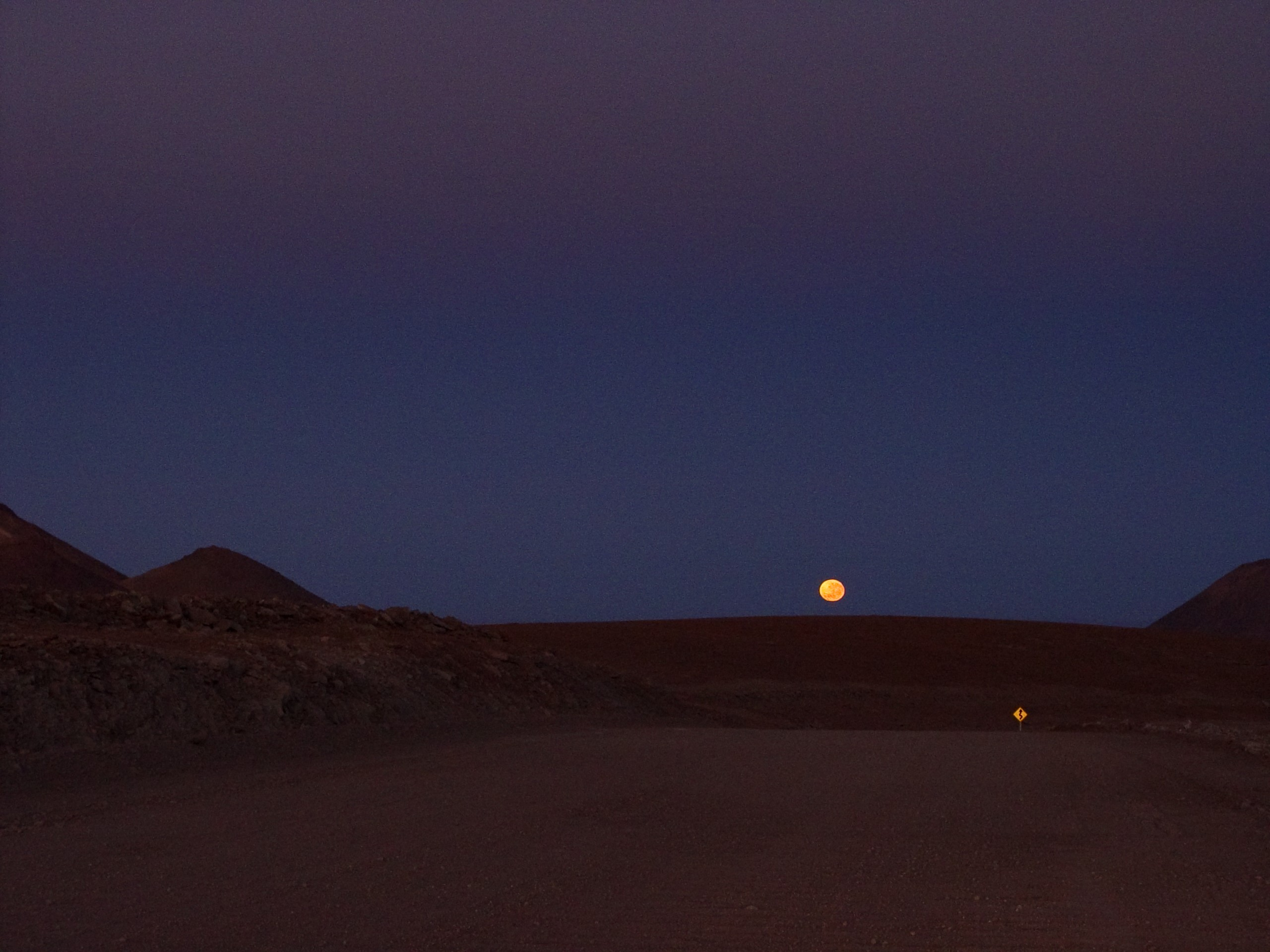
Salida de la luna sobre el camino de 12 m de ancho que conduce al Llano de Chajnantor.
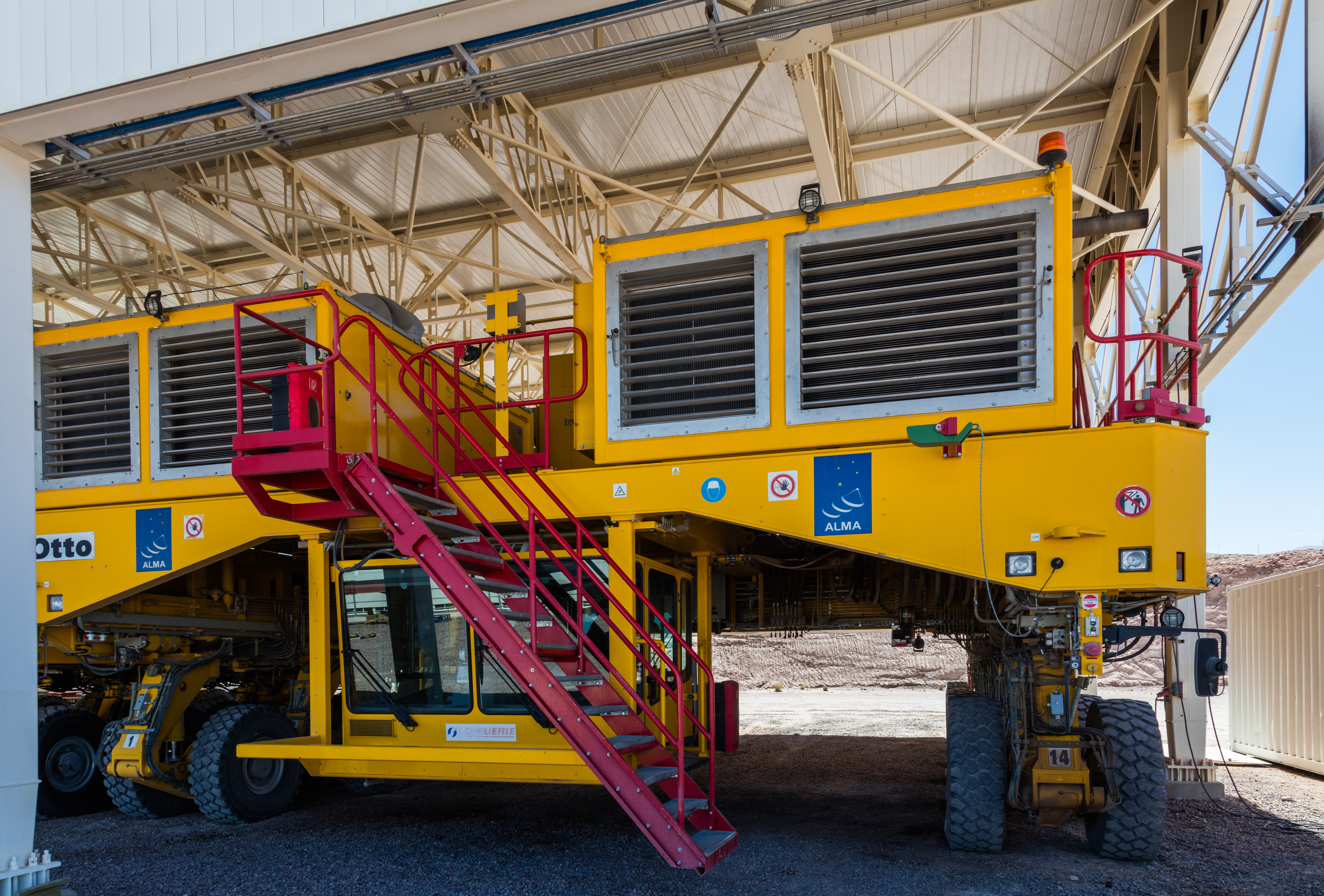
Acceso al transportador Otto.

## Colaboración internacional

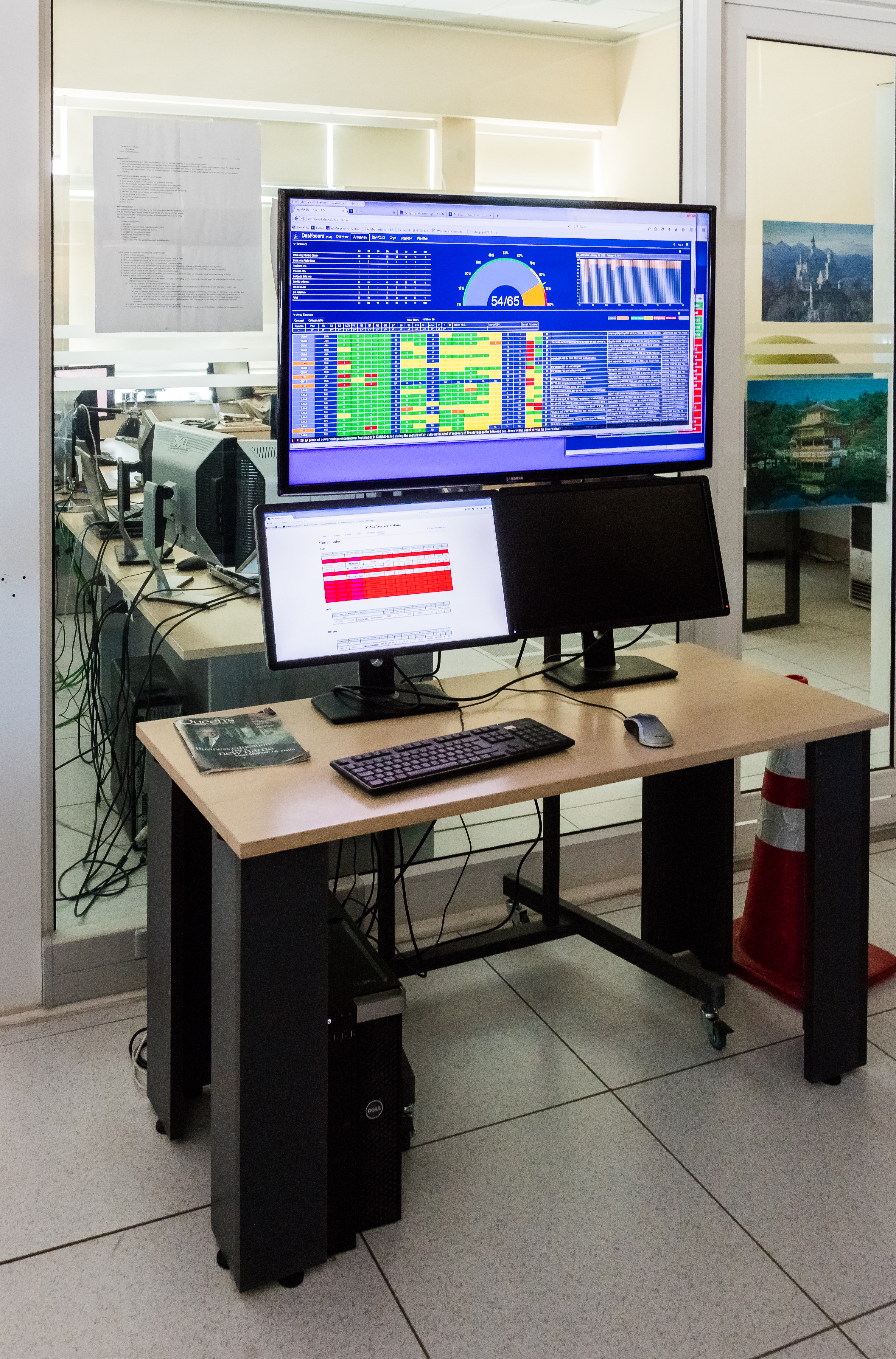
Laboratorio.

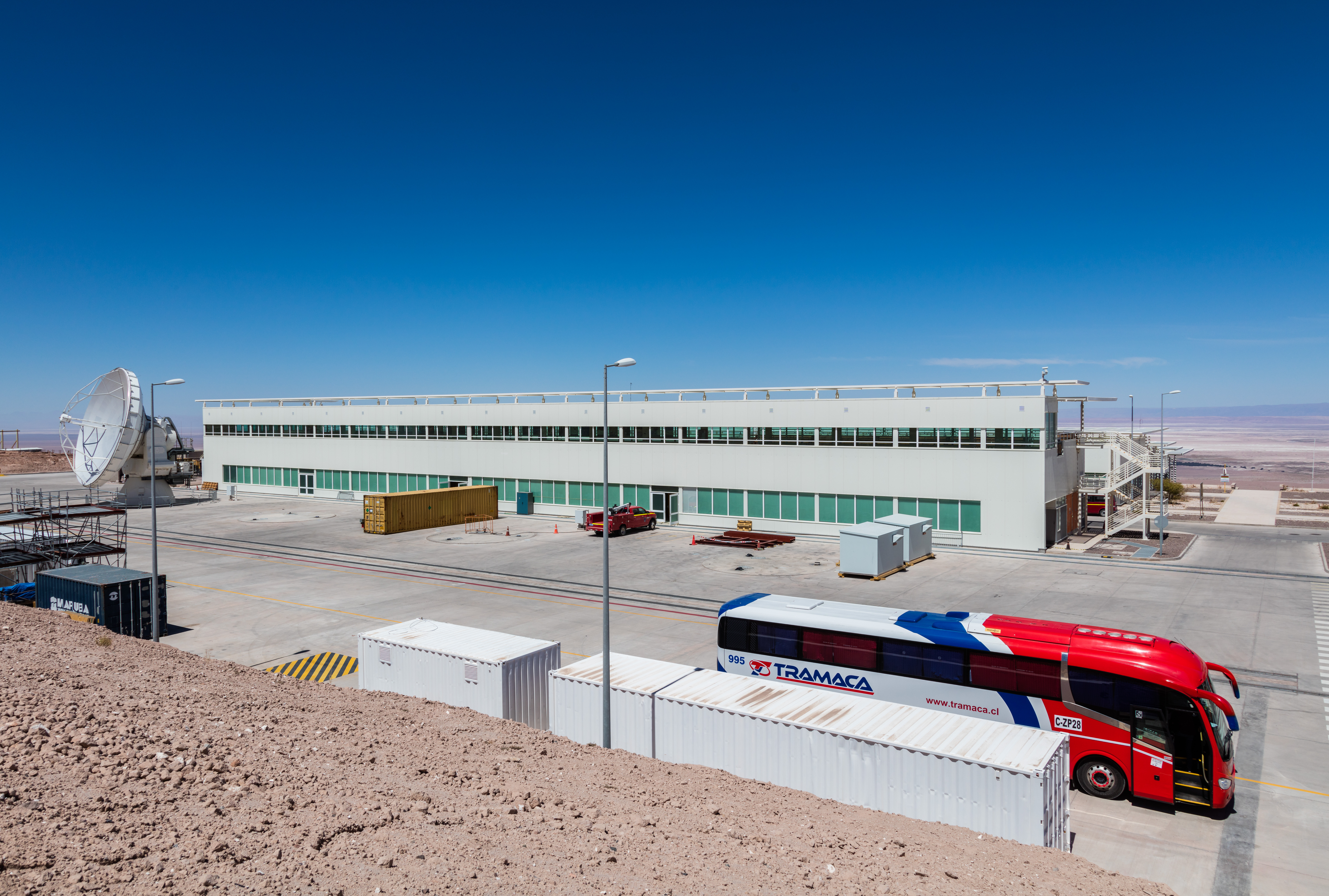
Vista general del edificio del centro de operaciones.

El Atacama Large Millimeter/submillimeter Array (ALMA), una instalación astronómica internacional, es una asociación entre Europa, Norteamérica y Asia del Este, en colaboración con la República de Chile. ALMA es financiado en Europa por la Organización Europea para la Investigación Astronómica en el Hemisferio Austral (ESO, en su sigla en inglés); en Norteamérica, por la Fundación Nacional de Ciencias de EE. UU. (NSF) en cooperación con el Consejo Nacional de Investigación de Canadá (NRC) y el Consejo Nacional de la Ciencia (NSC) de Taiwán; y en Asia oriental por el Instituto Nacional de Ciencias Naturales de Japón (NINS) en alianza con la Academia Sinica (AS) de Taiwán. La construcción y las operaciones de ALMA son dirigidas en nombre de Europa por ESO, en nombre de Norteamérica por el Observatorio Radio Astronómico Nacional (NRAO) –administrado a su vez por Associated Universities, Inc. (AUI)– y en nombre de Asia del Este por el Observatorio Astronómico Nacional de Japón (NAOJ). El Joint ALMA Observatory (JAO) concentró la dirección del proyecto y fue responsable por las tareas de gestión de la construcción, puesta en marcha y operación de ALMA.

## Centro Regional de ALMA (ARC)
El Centro Regional de ALMA (ARC, en su sigla en inglés) fue diseñado para servir de interfaz entre las comunidades de usuarios de los principales contribuidores del Proyecto ALMA y el Joint ALMA Observatory. Las actividades de operación del ARC también han sido divididas según las tres principales regiones que participan en el proyecto (Europa, Norteamérica y Asia del Este). El ARC europeo (encabezado por ESO) ha sido subdividido en nodos ARC ubicados en Europa, en Bonn-Bochum-Colonia, Bolonia, Onsala, IRAM (Grenoble), Leiden y JBCA (Mánchester).
La meta principal de cada ARC es: asesorar a la comunidad de usuarios en la preparación de propuestas de observación, cerciorarse de que los programas de observación cumplen con sus metas científicas, administrar un mesón de ayuda para la presentación de propuestas y programas de observación, entregar la información a los investigadores principales, mantener la base de datos de ALMA, ayudar a ajustar los datos y proporcionar información de retroalimentación a los usuarios.

## Detalles del proyecto

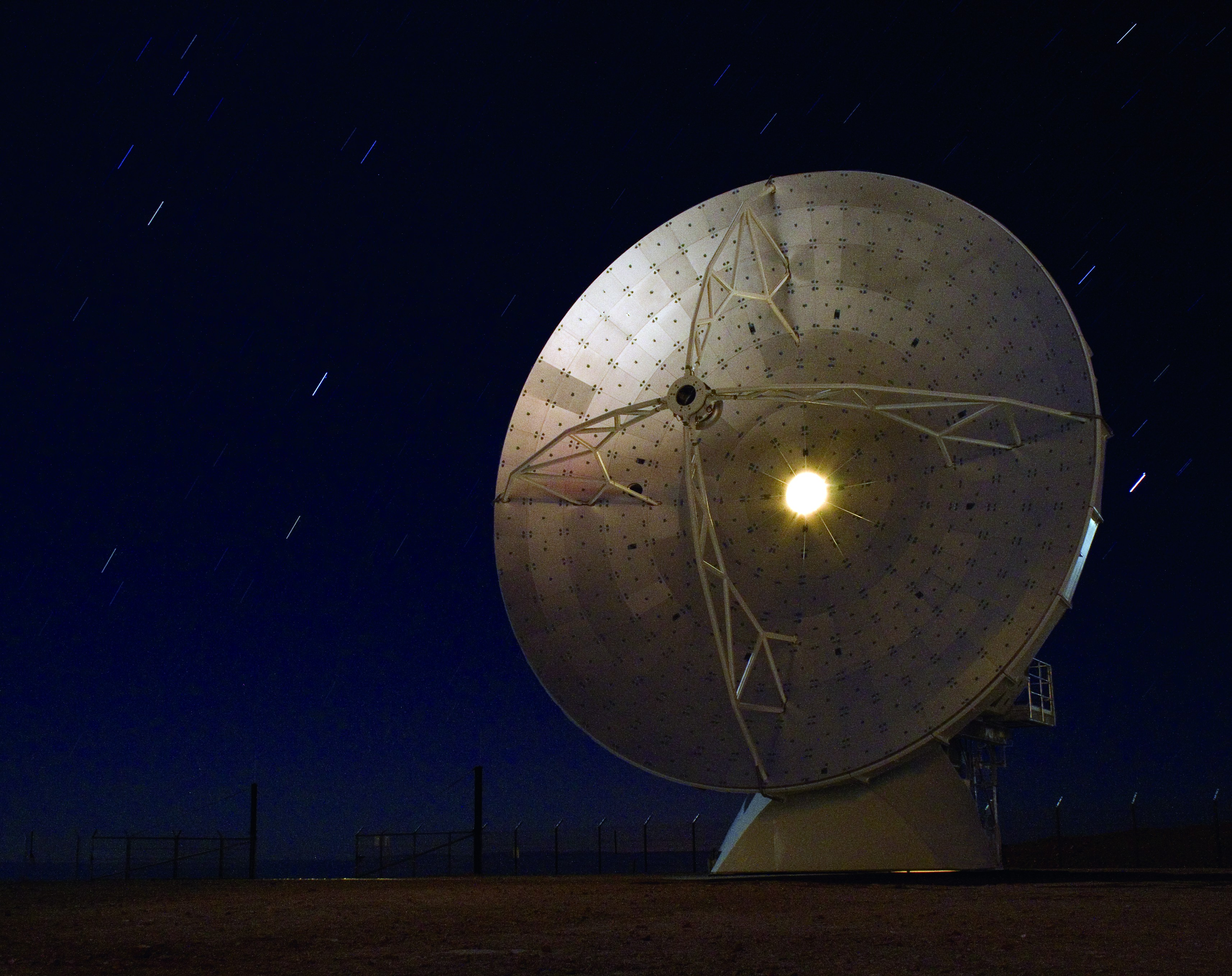
Una noche estrellada en ALMA.

- Al menos 50 antenas de 12 m de diámetro situadas a 5.000 m de altitud en el llano de Chajnantor, secundadas por un conjunto compacto de 4 antenas de 12 m y 12 antenas de 7 m.
- Instrumento de generación de imágenes en todas las ventanas atmosféricas entre 350 μm y 10 mm.
- Configuraciones del conjunto con separaciones de 150 m a 15 km
- Resolución angular de 10 miliarcosegundos, 10 veces más precisa que el Very Large Array (VLA) y 5 veces superior a la del telescopio espacial Hubble. La resolución podrá aumentar 10 veces (o incluso hasta 1 microarcosegundos en longitudes de onda de 1 mm)[9] mediante interferometría de base ancha con el radiotelescopio LLAMA.[10]
- Capacidad de generar imágenes de tamaños entre minutos de arco y grados con una resolución angular de un segundo de arco
- Resolución de velocidad inferior a 50 m/s
- Instrumento de generación de imágenes más rápido y versátil que el VLA
- Instrumento más grande y sensible del mundo en las longitudes de onda milimétricas y submilimétricas
- Sensibilidad de detección de fuentes 20 veces superior a la del VLA

## Cronología
| Fecha               | Actividad |
| ------------------- | --- |
| 1995                | Prueba de sitio de NRAO/ESO/NAOJ con Chile. |
| Mayo de 1998        | Inicio de la primera etapa (diseño y desarrollo). |
| Junio de 1999       | Memorando de entendimiento entre EE. UU. y Europa sobre el diseño y el desarrollo del proyecto.                                                                                                |
| Febrero de 2003     | Acuerdo norteamericano-europeo definitivo donde queda contemplado un 50% de financiamiento por parte de ESO y un 50% compartido entre EE. UU. y Canadá.                                        |
| Abril de 2003       | Comienzo de las pruebas con el primer prototipo de antena en la Instalación de Prueba de ALMA (ATF, en su sigla en inglés) en Socorro, Nuevo México.                                           |
| Noviembre de 2003   | Ceremonia de inauguración en el sitio de ALMA. |
| Septiembre de 2004  | Borrador de acuerdo norteamericano, europeo y japonés donde Japón se incorpora con el aporte de nuevos componentes que amplían ALMA.                                                           |
| Octubre de 2004     | Apertura del Joint ALMA Office en Santiago de Chile. |
| Septiembre de 2005  | Taiwán se adhiere al Proyecto ALMA a través de Japón. |
| Julio de 2006       | Las partes norteamericanas, europeas y japonesas enmiendan el acuerdo sobre el proyecto ampliado de ALMA.                                                                                      |
| Abril de 2007       | Llegada de la primera antena a Chile. |
| Febrero de 2008     | Llegada de los dos camiones transportadores a Chile. |
| Julio de 2008       | Primer traslado de antena con un camión transportador. |
| Diciembre de 2008   | Aprobación de la primera antena de ALMA. |
| Mayo de 2009        | Primera interferometría con dos antenas en el Centro de Operaciones (OSF). |
| Septiembre de 2009  | Primer traslado de una antena a Chajnantor. |
| Noviembre de 2009   | Cierre de fase con tres antenas en Chajnantor. |
| 2010                | Convocatoria a presentar propuestas colectivas para el período de observación preliminar (Ciencia Inicial).                                                                                    |
| Septiembre de 2011  | Comienzo de la etapa de "Ciencia Inicial" Ciclo 0. Dieciséis antenas de 12 m en la matriz de 12-m.                                                                                             |
| Enero de 2013       | Comienzo de la etapa de "Ciencia Inicial" Ciclo 1. Treinta y dos 12-m antenas de 12 m en la matriz de 12-m.                                                                                    |
| 13 de marzo de 2013 | Inauguración de ALMA. |
| Junio de 2014       | Comienzo de la etapa de "Ciencia Inicial" Ciclo 2. Treinta y cuatro antenas de 12 m en la matriz de 12-m, nueve antenas de 7 m en la matriz de 7-m , y dos antenas de 12 m en la matriz de TP. |

## Resultados científicos
Aunque funcionando a tiempo parcial para observaciones astronómicas y con prestaciones aún incompletas, ALMA está realizando ya unas contribuciones decisivas en todos los temas más candentes de la investigación astrofísica. El balance científico de este observatorio es ya sobresaliente: hasta la fecha sus resultados han dado lugar a dos centenares de artículos en revistas internacionales.
De entre estos resultados destaca la imagen obtenida del anillo polvoriento en torno a HL Tauri, una estrella situada a 450 años luz de distancia en la constelación de Taurus. Esta imagen revolucionaria fue muy difundida a nivel global pues revela cómo se forman planetas como la Tierra alrededor de una estrella similar a nuestro Sol en su juventud.
Otro de los últimos grandes hallazgos ha sido el descubrimiento de moléculas orgánicas complejas en el disco protoplanetario que rodea una joven estrella. Este tipo de moléculas se consideran los componentes esenciales para que se origine la vida. En concreto, hallaron grandes cantidades de cianuro de metilo (CH3CN), una molécula compleja basada en el carbono. Hay tanto cianuro de metilo alrededor de esta estrella, llamada MWC 480, como para llenar todos los océanos de la Tierra.